# تمروت
تمروت هي جماعة قروية في إقليم شفشاون بجهة طنجة تطوان الحسيمة في شمال المغرب. وهي تضم .. نسمة، حسب الإحصاء العام للسكان والسكنى لسنة 2014.

## دواوير الجماعة
- دوار أمزة
- دوار وزين
- دوار تلانداود
- دوار أوذال
- دوار تغونة
- دوار جامع سيد
- دوار دروتان
- دوار اصفارن
- دوار بوصمعة
- دوار بوخلف
- دوار إغران
- دوار تقصبوت
- دوار جبل العسري

## التعليم
قائمة المؤسسات التعليمية في جماعة تمروت